# مالو-بیشکورایوو
مالو-بیشکورایوو (انگلیسی: Malo-Bishkurayevo) یک شهرک در شهرستان ایلیشفسکی استان باشقیرستان کشور روسیه است.